# Lista żużlowców Startu Gniezno
Alfabetyczna lista żużlowców Startu Gniezno:

## A
- Marek Adamczyk – (1989–1991)
- Christian Ago – (2008)
- Sebastian Aldén – (2006)
- Oliver Allen – (2007)
- Hans Niklas Andersen – (1999)
- Stefan Andersson – (2003–2006)
- Łukasz Andrzejczak – (2000)
- Mieczysław Antkowiak – (???)
- Robin Aspegren – (2009–2010)

## B
- Bartłomiej Bardecki – (1999–2000, 2002)
- Mieczysław Bączkowski – (1965)
- Zbigniew Berendt – (1950)
- Robin Berqvist – (2008)
- Eugeniusz Błaszak – (1973–1975, 1978–1983)
- Zsolt Böszormenyi – (1995)
- Jan Bogucki – (1968–1970)
- Robert Bonin – (1994)
- Bartosz Borzykowski – (2006–2007)
- Lewis Bridger – (od 2011)
- Tadeusz Brillowski – (1979–1984)
- Jacek Brucheiser – (1996)
- Tadeusz Budny – (1948)
- Stanisław Burza – (2007)
- Tobias Busch – (2006)
- Ryszard Buśkiewicz – (1976–1977)
- Marcin Bzdęga – (2004)

## C
- Krzysztof Cegielski – (2002)
- Bolesław Ciesielski – (1954–1959)
- Dawid Cieślewicz – (1997–2000, 2004–2009)
- Henryk Cieślewicz – (1947–1965)
- Marek Cieślewicz – (2000, 2006–07)
- Tomasz Cieślewicz – (1995–1997, 2004–2005, 2007–2008)
- Waldemar Cieślewicz – (1985–1987, 1990)
- Waldemar Cisoń – (1994)
- Witold Chmielewski – (1973–1976)
- Zenon Chmielewski – (1989–1992)
- Simon Cross – (1992)
- Artur Czyż – (???)

## D
- Siergiej Darkin – (2007)
- Marek Dera – (2001)
- Tadeusz Dolata – (1979–1980)
- Krzysztof Dominczak – (2003)
- Jason Doyle – (2009–2010)
- Sławomir Dudek – (2005)
- Paweł Duszyński – (1996–1998, 2001, 2004)
- Piotr Dziatkowiak – (2005)

## E
- Linus Eklöf – (2007–2009)

## F
- Adam Fajfer – (1990–1998)
- Maciej Fajfer – (2007–2009)
- Oskar Fajfer – (od 2010)
- Przemysław Fajfer – (1993–1995)
- Tomasz Fajfer – (1986–2000)
- Matej Ferjan – (2010)
- Ryszard Franczyszyn – (1997)
- Mariusz Franków – (2001)
- Grzegorz Furtak – (1982–1985)

## G
- Henryk Gajdziński – (1965–1968)
- Adrian Gała – (od 2010)
- Henryki Gała – (1983)
- Stanisław Gała – (1976–1982)
- Andrzej Garstka – (1982–1983)
- Krzysztof Garstka – (1999–2000)
- Stanisław Garstka – (???)
- Stanisław Gierdal – (1954–1961)
- Krzysztof Głowacki – (1985)
- Adrian Gomólski – (2004–2007, 2010)
- Jacek Gomólski – (1984–1987, 1990–1995, 1999–2000)
- Kacper Gomólski – (od 2008)
- Mateusz Gorzelańczyk – (2007–2008)
- Feliks Górny – (1948–1954)
- Mariusz Górny – (???)
- Stanisław Grajek – (1948)
- Teofil Grempka – (1948)
- Kazimierz Grudziński – (1968–1973)
- Piotr Grycaj – (1993)
- Piotr Gwiazda – (2000)
- Simon Gustafsson – (od 2011)

## H
- Piotr Halka – (???)
- Greg Hancock – (1996–1997)
- Gert Handberg – (2001–2002)
- Roberto Haupt – (2008)
- Manuel Hauzinger – (2008)
- Antoni Heliński – (1976–1977)
- Włodzimierz Heliński – (1988–1990)
- Zdeněk Holub – (1991)
- David Howe – (2007)
- Marek Hućko – (1998, 2002–2003)

## J
- Krzysztof Jabłoński – (1994–2000, 2002–2003, od 2009)
- Mirosław Jabłoński – (2001–2003, od 2006)
- Krister Jacobsen – (2008)
- Jan Jakubowski – (1973–1974, 1976)
- Łukasz Jankowski – (2006)
- Kim Jansson – (2008)
- Paweł Jąder – (1996–1997)
- Jan Jąder – (1975)
- Jesper B. Jensen – (2003, 2006)
- Zbigniew Jezierski – (1966)
- Steve Johnston – (1997)
- Jordan Jurczyński – (2006)

## K
- Mirosław Kaczmarek – (1970)
- Wojciech Kaczmarek – (1973–1983)
- Marcel Kajzer – (2009)
- Stanisław Kapała – (1970)
- Henryk Karasiński – (1961–1962, 1965–1967)
- Jacek Karmoliński – (2005)
- Pavel Karnas – (1992)
- Andrij Karpow – (2009)
- Antonín Kasper – (1992–1996, 2000–2002)
- Jerzy Kąsowski – (1968–1969)
- Marek Kępa – (1984)
- Jerzy Kniaź – (1968–1972)
- Nikołaj Kokin – (1992–1994)
- Andrejs Koroļevs – (2004)
- Wiktor Koronka – (1973)
- Leszek Korpys – (???)
- Pavel Koten – (1991)
- Marek Kowalski – (???)
- Mieczysław Kowalski – (1978–1981)
- Rafał Kowalski – (2001, 2005)
- Marcin Kozdraś – (2008)
- Michał Kozłowski – (1993)
- Wojciech Krokowski – (???)
- Kazimierz Krupa – (1948, 1950–1955, 1958)
- Leon Kujawski – (1975–1987)
- Stanisław Kujawski – (1966–1967)
- Szczepan Kulczak – (1988–1992, 1994–1995)
- Przemysław Kwapich – (2001)
- Marian Kwarciński – (1953–1971)

## L
- Kai Laukkanen – (2002, 2007)
- Łukasz Linette – (1999–2005, 2008)
- Mariusz Lisiak – (1996–2000, 2004)
- Wojciech Lisiecki – (od 2010)
- Peter Ljung – (2004, 2009–2010)
- Łukasz Loman – (2008)

## Ł
- Romuald Łoś – (1977–1980)
- Mirosław Łukaszewicz – (1977–1978)
- Jarosław Łukaszewski – (2002–2003)

## M
- Paweł Maciejewski – (1989–1991)
- Radosław Maciejewski – (2001)
- Mieczysław Maćkowiak – (1948, 1950)
- Leon Majewicz – (1961–1962, 1965–1971)
- Józef Majorczyk – (1965)
- Zdzisław Małkowski – (1948)
- Czesław Małys – (???)
- Ludwik Marciniak – (1949, 1950, 1952)
- Paweł Michalak – (1997–2000)
- Andrzej Michałowicz – (???)
- Adam Miechowicz – (???)
- Adam Mielnik – (???)
- Marek Mierkiewicz – (1976–1977, 1979–1984)
- Robert Mikołajczak – (2001)
- Marek Możdżeń – (1973–1975)
- Roman Mucha – (1978–1979)
- Sławomir Musielak – (2008)

## N
- Scott Nicholls – (1999, 2011)
- Simon Nielsen – (2008–2009)
- Jimmy Nilsen – (1997–1999)
- Marek Nowak – (1990–1995)
- Tomasz Nowakowski – (1998)

## O
- Czesław Odrzywolski – (1956–1973)
- Bogdan Oleski – (1948, 1952–1954)
- Henryk Olszak – (1984–1985, 1989)
- Wiesław Onyśko – (1968–1970)

## P
- Mariusz Pacholak – (2003)
- Jerzy Padewski – (1972)
- Piotr Paluch – (2008–2009)
- Wojciech Pankowski – (1980–1986)
- Shane Parker – (1998)
- Łukasz Pawlikowski – (2001–2002)
- Krzysztof Pecyna – (2006)
- Nicki Pedersen – (1999)
- Ronni Pedersen – (2000)
- Józef Piasecki – (1966, 1969–1971)
- Marian Pilarczyk – (1971–1974)
- Paweł Podrzycki – (1981)
- Piotr Podrzycki – (1979–1987)
- Andrzej Pogorzelski – (1956–1960)
- Teodor Pogorzelski – (1956–1959)
- Roman Połatyński – (1986)
- Karel Průša – (1991)
- Stanisław Przedwojski – (1984–1985, 1988–1990)
- Waldemar Przybyłek – (1993)
- Aleksander Ptaszyński – (1957–1958)
- Juliusz Ptaszyński – (1957–1967)
- Jan Puk – (1973–1983)
- Wojciech Puk – (1974–1978)
- Ķasts Puodžuks – (2007)
- Mariusz Puszakowski – (2009)
- Daniel Pytel – (2010)

## R
- Ryszard Raczyński – (1971)
- Zbigniew Radosz – (1984)
- Stanisław Ratajczak – (1958)
- Tomasz Rempała – (2007)
- Morten Risager – (2009)
- Marcin Rożak – (1974–1977)
- Zdzisław Rutecki – (1995)
- Wiesław Rutkowski – (1968–1973)
- Henryk Ryczkowski – (1948, 1950–1951, 1954, 1959)

## S
- Robert Sawina – (1996–1999)
- Gerard Sikora – (1971–1977)
- Leszek Sikorski – (1993–1996)
- Filip Šitera – (2009)
- Sebastian Skrzypczak – (1999–2001, 2004–2006)
- Zenon Skrzypczak – (1973–1974)
- Adam Skórnicki – (2003)
- Grzegorz Skórski – (1983)
- Krzysztof Słaboń – (2009)
- Martin Smolinski – (od 2011)
- Grzegorz Smoliński – (1984–1987)
- Jarosław Smoliński – (1988–1989)
- Andrzej Sokołowski – (???)
- Rafał Sosna – (1992–1996)
- Dariusz Staniszewski – (2004–2007)
- Simon Stead – (2007)
- Piotr Steuer – (1988)
- Krzysztof Stojanowski – (2008)
- Wincenty Stroiński – (1967, 1970–1971)
- Paweł Stróżyk – (???)
- Arkadiusz Sturomski – (2008–2009)
- Linus Sundström – (2010)
- Edward Synoradzki – (???)
- Michał Szczepaniak – (od 2010)
- Artiom Szczepin – (2008)
- Jerzy Szeląg – (1982–1985)
- Jarosław Szmańda – (???)
- Andrzej Szostek – (1972–1973)
- Waldemar Szuba – (2000)
- Robert Szulc – (1993)
- Daniel Schulz – (1997)
- Witold Szymański – (???)

## T
- Jörg Tebbe – (2008)
- Roman Twardosz – (1983–1984, 1986–1987)

## U
- Krzysztof Urbaniak – (1995–1996)

## V
- Martin Vinther – (2000)
- Claus Vissing – (2008–2009)

## W
- Andrzej Walicki – (1961–1967)
- Artur Walkowiak – (1988–1990)
- Krzysztof Wankowski – (1984–1990)
- Marcin Wawrzyniak – (2009–2010)
- Bartosz Wiciński – (2004)
- Rafał Wilk – (1998)
- Tomasz Wiśniewski – (2008)
- Józef Witkowski – (1973–1974, 1976)
- Stanisław Witkowski – (1961, 1965)
- Adam Wityk – (1972)
- Dariusz Włodarczyk – (1995–1996)
- Kevin Wölbert – (2008)
- Adam Wojciechowski – (1999–2001)
- Eryk Wolniewiński – (1993)
- Mieczysław Woźniak – (1987–1989)
- Przemysław Woźniak – (1998–2000)
- Robert Woźniak – (1998)
- Kazimierz Wójcik – (1977–1987)
- Bogdan Wróblewski – (1958–1961)
- Eugeniusz Wróżyński – (1957–1958, 1960)
- Tai Woffinden – (2011)

## Z
- Łukasz Załoga – (1997–1998)
- Waldemar Zawiński – (1967–1973)
- Magnus Zetterström – (2006)
- Andrzej Zieja – (2004)
- Jarosław Zobel – (1992–1993)
- Sławomir Zobel – (1991)
- Łukasz Związko – (1997–1998, 2000, 2004)
- Waldemar Zwiński – (1968–1973)